# زراعة متنقلة
الزراعة المتنقلة :هي مجموعة فرعية من الزراعة الإلكترونية (اختصارها mAgri),حيث تقوم على دعم الجهات الفاعلة على طول سلسلة القيمة الزراعية من خلال استخدام التكنولوجيا المتنقلة التي تعمل على تغطية مجموعة واسعة من الأجهزة وتشمل الفئات الفرعية الصوت، والبيانات، والشبكات، وتقنيات الاتصال.
وقد أدى إدخال التكنولوجيا المتنقلة والمحمولة، والأجهزة اللاسلكية إلى خلق خدمات مبتكرة وتطبيقات يتم استخدامها داخل سلسلة القيمة الزراعية في البلدان المتقدمة والبلدان النامية وفي الأسواق المتقدمة، حيث تكون الآلات الزراعية أكثر تقدمًا وتكون قوة العمل الزراعية أصغر بكثير من مثيلتها في العديد من البلدان النامية. تميل تطبيقات الزراعة المتنقلة إلى مواصلة التنفيذ في سلسلة القيمة,على سبيل المثال في المعالجات أو المستهلكين. يكثر استخدام التكنولوجيا المتنقلة لتوصيل الخدمات للمنتجين والتجار في البلدان النامية التي يعمل بها نسبة كبيرة من القوة العاملة في الزراعة،.

## تطبيقات التكنولوجيا المتنقلة في مجال الزراعة
أدى منفذ ذكاء الهاتف المحمول والتطوير (MDI) من جي إس إم أي (وهو عبارة عن منفذ بيانات مفتوح ) إلى إنشاء مجموعة قياسية من المعايير التي تغطي تطبيقات تكنولوجيا الهاتف المحمول في الزراعة. كما تم إنشاء فئات (MDI) لتوفير لمحة عامة عن صناعة الزراعة المتنقلة ومجموعة من التطبيقات المتنقلة في الزراعة في جميع أنحاء العالم، مع التركيز على الأسواق الناشئة(الأسواق التي تحمل بعض صفات الأسواق المتقدمة والمتطورة لكنها لم تستوفي كامل الصفات التي تؤهلها لأن تكون ضمن الأسواق المتقدمة).
* تلعب الفئات المذكورة أدناه دورًا في مجال الزراعة المتنقلة من خلال توفير إطار مشترك ونظام تسمية قياسي.

### -يمكن تصنيف تطبيقات التكنولوجيا المتنقلة في مجال الزراعة إلى الفئات التالية
- استخبارات/معلومات السوق: وهي التطبيقات التي تستخدم التكنولوجيا المتنقلة لتقديم المعلومات أو استردادها، بما في ذلك الأسعار.
- التسهيلات التجارية : وهي التطبيقات التي تستخدم التكنلوجيا المتقدمة لتقديم الخدمات التجارية والتسهيلات، بما في ذلك التراخيص.
- معلومات المناخ : وهي التطبيقات التي تستخدم التكنلوجيا المتقدمة لتقديم المعلومات المناخية، بما في ذلك الحرارة والأمطار والضغط .
- التعلم بنظام النظير إلى نظير( ند لند): وهما نظام (Peer to Peer)الذي يشير إلى شبكات الحاسوب التي تستخدم بنية موزعة ؛أي أن جميع أجهزة الحاسوب أو الأجهزة التي تشكل جزءًا منها تتشارك أحمال العمل في الشبكة.
- الخدمات المالية: وهي التطبيقات التي تستخدم التكنلوجيا المتقدمة لتقديم الخدمات التي تشمل المدفوعات و القروض و التأمين.
- خدمات التعلم/المشورة/الإرشاد:وهي التطبيقات التي تستخدم التكنولوجيا المتنقلة لتقديم المشورة والمعلومات الزراعية/الهندسة الزراعية أو استردادها.
- التطبيقات الجغرافية المكانية:وهي التطبيقات التي تتيح إدارة البيانات والمعلومات المتعلقة بالجغرافيا والفضاء، وتجهيزها، وتصويرها. وتسهم هذه التطبيقات في تخطيط استخدام الأراضي والمياه، واستغلال الموارد الطبيعية، وتوفير المدخلات الزراعية وتسويق السلع الأساسية، وتخطيط الفقر والجوع، وغيرها.
- تكنولوجيا المعلومات والاتصالات المضمنة في المعدات والعمليات الزراعية: التطبيقات التي تساهم في تحقيق مزيد من الكفاءة في المعدات والعمليات الزراعية، وتتبع نقل المنتجات الزراعية وتسويقها من خلال التكنولوجيا المتنقلة مثل التعرف بواسطة التردد اللاسلكي (RFID)، وشبكات الإنترنت اللاسلكية، والهواتف الخلوية للتتبع، ووضع العلامات، والحفاظ على الهوية.
- رصد العمليات، ومراقبة الجودة، وتتبع المنتجات
- الخدمات اللوجستية والعمليات التجارية
- الأخبارالزراعية